# Skorpions Varese 2007
Questa voce raccoglie le informazioni riguardanti gli Skorpions Varese nelle competizioni ufficiali della stagione 2007.

## Roster
| Roster degli Skorpions Varese (2007) |
| --- |
| Quarterback - 4 Alex Gheser - 15 Stefano Fantauzzi - 19 Paolo Zanella Running Back - 22 Cristian Bianchi - 24 Fabrizio Paltani - 27 Fabio Drigo - 34 William Petrone - 44 Luca Aletti - -- Enzo Petrillo Wide Receiver - 1 Miguel Angel Garnica Gallardo - 5 Alessandro Barbero - 44 Luca Aletti - 80 Sem Molinari - 81 Alberto Malomo - 82 Fabio Formaggia - 88 Andrea Crugnola Tight End - 83 Antonio Raffaele TE/K Offensive Linemen - 54 Massimiliano Sala - 55 Claudio Marsegan OL/DL - 66 Mauro Goldin - 68 Cesare Castellucci - 69 Andrea Scola OL/DL - 70 Paolo Gaias - 71 Leonardo Galvan OG/K - 74 Giancarlo Annoni - -- Jacopo Sacchetti - -- Nicolò Sacchetti Defensive Linemen - 37 Nicolò Moruzzi DE/P - 51 Massimo D'Alessandra DL/OL - 56 Luca Cova - 58 Jerry Petrone - 64 Gianmaurizio Gelsomino - 73 Simone Cova - 77 Mirko Viola Linebacker - 19 Mauro Bizzaro LB/DB - 27 Marco Aletti - 40 Giuseppe Pisoni LB/DL - 47 Mattia Arosio - 52 Christian Gaiga - 55 Luigi Raffaele - 93 Silvio Ornati - 95 Andrea Balduzzi Defensive Back - 2 \ Peter Ferlemann - 6 Massimo Filomena - 12 Marco Bottelli - 16 Omar Frontini - 17 Calogero Consiglio - 21 Nicola Tittoto - 25 Walter Talone - 32 Pierangelo Aimetti - 36 Cristian Aiello Special Team Coaching staff - Andrea Vecchi |

## Campionato Serie A2 NFLI 2007

### Regular season
| Varese 4 marzo 2007, ore week 1 | Skorpions Varese | 35 – 20 (13-14 14-0 0-0 8-6) | Blacks Rivoli | Campo Varese Giovanile, via Majano |
| \| \| \| \| \| Petrone W. Q1 (TD) 9yd run Galvan L. Q1 (pat) Paltani F. Q1 (TD) 6yd run Bianchi C. Q2 (TD) 10yd run Barbero A. Q2 (TD) 6yd pass da Gheser A. Bianchi C. Q2 (pat) Molinari S. Q4 (TD) 15yd pass da Gheser A. Aletti L. Q4 (tpc) pass \| Marcatori \| Brena A. Q1 (TD) 7yd run Zucco M. Q1 (TD) 62yd pass da Bisiani A. Brena A. Q1 (tpc) rush Zucco M. Q4 (TD) 22yd pass da Brena A. \| |                  | |               |                                    |
| |                  | |               |                                    |
| Petrone W. Q1 (TD) 9yd run Galvan L. Q1 (pat) Paltani F. Q1 (TD) 6yd run Bianchi C. Q2 (TD) 10yd run Barbero A. Q2 (TD) 6yd pass da Gheser A. Bianchi C. Q2 (pat) Molinari S. Q4 (TD) 15yd pass da Gheser A. Aletti L. Q4 (tpc) pass | Marcatori        | Brena A. Q1 (TD) 7yd run Zucco M. Q1 (TD) 62yd pass da Bisiani A. Brena A. Q1 (tpc) rush Zucco M. Q4 (TD) 22yd pass da Brena A. |               |                                    |

| Varese 11 marzo 2007, ore week 2 | Skorpions Varese | 47 – 0 (13-0 19-0 7-0 8-0) | Centurions Alessandria | Campo Varese Giovanile, via Majano |
| \| \| \| \| \| Molinari S. Q1 (TD) 23yd pass da Gheser A. Galvan L. Q1 (pat) Bianchi C. Q1 (TD) 5yd run Molinari S. Q2 (TD) 22yd pass da Gheser A. Malomo A. Q2 (TD) 10yd pass da Gheser A. Paltani F. Q2 (TD) 23yd run Galvan L. Q1 (pat) Paltani F. Q3 (TD) 40yd run Galvan L. Q3 (pat) team Q3 (saf) Bianchi C. Q4 (TD) 49yd run \| Marcatori \| \| |                  |                            |                        |                                    |
| |                  |                            |                        |                                    |
| Molinari S. Q1 (TD) 23yd pass da Gheser A. Galvan L. Q1 (pat) Bianchi C. Q1 (TD) 5yd run Molinari S. Q2 (TD) 22yd pass da Gheser A. Malomo A. Q2 (TD) 10yd pass da Gheser A. Paltani F. Q2 (TD) 23yd run Galvan L. Q1 (pat) Paltani F. Q3 (TD) 40yd run Galvan L. Q3 (pat) team Q3 (saf) Bianchi C. Q4 (TD) 49yd run                                   | Marcatori        |                            |                        |                                    |

| Gorla Minore 18 marzo 2007, ore week 3 | Blue Storms Gorla Minore | 18 – 21 (6-7 6-7 6-7 0-0) | Skorpions Varese | Campo Sportivo Comunale, via F. Petrarca |
| \| \| \| \| \| Airoldi Mas. Q1 (TD) 11yd pass da Grimi Fantinelli G. Q2 (TD) 7yd run Fantinelli G. Q3 (TD) 5yd run \| Marcatori \| Petrone W. Q1 (TD) 1yd run Bianchi C. Q1 (pat) Molinari S. Q2 (TD) 25yd pass da Gheser A. Bianchi Q2 (pat) Paltani F. Q3 (TD) 2yd run Bianchi C. Q3 (pat) \| |                          | |                  |                                          |
| |                          | |                  |                                          |
| Airoldi Mas. Q1 (TD) 11yd pass da Grimi Fantinelli G. Q2 (TD) 7yd run Fantinelli G. Q3 (TD) 5yd run | Marcatori                | Petrone W. Q1 (TD) 1yd run Bianchi C. Q1 (pat) Molinari S. Q2 (TD) 25yd pass da Gheser A. Bianchi Q2 (pat) Paltani F. Q3 (TD) 2yd run Bianchi C. Q3 (pat) |                  |                                          |

| Varese 25 marzo 2007, ore week 4 | Skorpions Varese | 34 – 6 (0-6 20-0 14-0 0-0) | Autocentauro Giaguari Torino | Campo Varese Giovanile, via Majano |
| \| \| \| \| \| Gerbino F. Q1 (TD) 1yd run \| Marcatori \| Molinari S. Q2 (TD) 17yd pass da Gheser A. Bianchi C. Q2 (pat) Molinari S. Q2 (TD) 29yd pass da Gheser A. Bianchi C. Q2 (pat) Paltani F. Q2 (TD) 36yd run Molinari S. Q3 (TD) 26yd pass da Gheser A. Petrone W. Q3 (TD) 2yd run Garnica Gallardo M.A. Q3 (tpc) pass \| |                  | |                              |                                    |
| |                  | |                              |                                    |
| Gerbino F. Q1 (TD) 1yd run | Marcatori        | Molinari S. Q2 (TD) 17yd pass da Gheser A. Bianchi C. Q2 (pat) Molinari S. Q2 (TD) 29yd pass da Gheser A. Bianchi C. Q2 (pat) Paltani F. Q2 (TD) 36yd run Molinari S. Q3 (TD) 26yd pass da Gheser A. Petrone W. Q3 (TD) 2yd run Garnica Gallardo M.A. Q3 (tpc) pass |                              |                                    |

| Garlasco 14 aprile 2007, ore week 5 | Blacks Rivoli | 0 – 34 (0-7 0-14 0-7 0-6) | Skorpions Varese | Campo CUS Torino |
| \| \| \| \| \| \| Marcatori \| Raffaele A. Q1 (TD) 22yd pass da Gheser A. Galvan L. Q1 (pat) Bianchi C. Q2 (TD) 14yd run Galvan L. Q2 (pat) Petrone W. Q2 (TD) 2yd run Galvan L. Q2 (pat) Paltani F. Q3 (TD) 11yd run Galvan L. Q3 (pat) Molinari S. Q4 (TD) 12yd pass da Gheser A. \| |               | |                  |                  |
| |               | |                  |                  |
| | Marcatori     | Raffaele A. Q1 (TD) 22yd pass da Gheser A. Galvan L. Q1 (pat) Bianchi C. Q2 (TD) 14yd run Galvan L. Q2 (pat) Petrone W. Q2 (TD) 2yd run Galvan L. Q2 (pat) Paltani F. Q3 (TD) 11yd run Galvan L. Q3 (pat) Molinari S. Q4 (TD) 12yd pass da Gheser A. |                  |                  |

| Alessandria 29 aprile 2007, ore week 6 | Centurions Alessandria | 0 – 36 (7-0 15-0 0-0 14-0) | Skorpions Varese | Campo San Giuliano Nuovo |
| \| \| \| \| \| \| Marcatori \| Bianchi C. Q1 (TD) 8yd run Galvan L. Q1 (pat) Paltani F. Q2 (TD) 38yd run Molinari S. Q2 (TD) 25yd pass da Gheser A. Galvan L. Q2 (FG) 38yd field goal Aletti M. Q4 (TD) 15yd interception return Galvan L. Q4 (pat) Malomo A. Q4 (TD) 7yd pass da Gheser A. Galvan L. Q4 (pat) \| |                        | |                  |                          |
| |                        | |                  |                          |
| | Marcatori              | Bianchi C. Q1 (TD) 8yd run Galvan L. Q1 (pat) Paltani F. Q2 (TD) 38yd run Molinari S. Q2 (TD) 25yd pass da Gheser A. Galvan L. Q2 (FG) 38yd field goal Aletti M. Q4 (TD) 15yd interception return Galvan L. Q4 (pat) Malomo A. Q4 (TD) 7yd pass da Gheser A. Galvan L. Q4 (pat) |                  |                          |

| Varese 5 maggio 2007, ore week 7 | Skorpions Varese | 30 – 0 (7-0 10-0 6-0 7-0) | Blue Storms Gorla Minore | Campo Varese Giovanile, via Majano |
| \| \| \| \| \| Bianchi C. Q1 (TD) 27yd run Galvan L. Q1 (pat) Galvan L. Q2 (FG) 19yd field goal Bianchi C. Q2 (TD) 6yd run Galvan L. Q2 (pat) Raffaele A. Q3 (TD) 5yd pass da Gheser A. Paltani F. Q4 (TD) 3yd run Galvan L. Q4 (pat) \| Marcatori \| \| |                  |                           |                          |                                    |
| |                  |                           |                          |                                    |
| Bianchi C. Q1 (TD) 27yd run Galvan L. Q1 (pat) Galvan L. Q2 (FG) 19yd field goal Bianchi C. Q2 (TD) 6yd run Galvan L. Q2 (pat) Raffaele A. Q3 (TD) 5yd pass da Gheser A. Paltani F. Q4 (TD) 3yd run Galvan L. Q4 (pat)                                   | Marcatori        |                           |                          |                                    |

| Garlasco 12 maggio 2007, ore week 8 | Autocentauro Giaguari Torino | 18 – 21 (0-7 6-0 0-6 12-8) | Skorpions Varese | Campo CUS Torino |
| \| \| \| \| \| Gerbino F. Q2 (TD) 1yd run Durigon Y. Q4 (TD) 1yd run Socci A. Q4 (TD) 24yd pass da Gerbino F. \| Marcatori \| Bianchi C. Q1 (TD) 26yd run Galvan L. Q1 (pat) Petrone W. Q3 (TD) 2yd run Bianchi C. Q4 (TD) 10yd run Bianchi C. Q4 (tpc) rush \| |                              | |                  |                  |
| |                              | |                  |                  |
| Gerbino F. Q2 (TD) 1yd run Durigon Y. Q4 (TD) 1yd run Socci A. Q4 (TD) 24yd pass da Gerbino F. | Marcatori                    | Bianchi C. Q1 (TD) 26yd run Galvan L. Q1 (pat) Petrone W. Q3 (TD) 2yd run Bianchi C. Q4 (TD) 10yd run Bianchi C. Q4 (tpc) rush |                  |                  |

### Playoff
| Varese 2 giugno 2007, ore Quarti di Finale                                                                                       | Skorpions Varese | 10 – 0 (3-0 0-0 7-0 0-0) | Barbari Roma Nord | Campo Varese Giovanile, via Majano |
| \| \| \| \| \| Galvan L. Q1 (FG) 18yd field goal Raffaele A. Q3 (TD) 5yd pass da Aletti M. Galvan L. Q3 (pat) \| Marcatori \| \| |                  |                          |                   |                                    |
| |                  |                          |                   |                                    |
| Galvan L. Q1 (FG) 18yd field goal Raffaele A. Q3 (TD) 5yd pass da Aletti M. Galvan L. Q3 (pat)                                   | Marcatori        |                          |                   |                                    |

| Scandiano 9 giugno 2007, ore Semifinale | Hogs Reggio Emilia | 35 – 0 | Skorpions Varese | Stadio Andrea Torelli |
| \| \| \| \| \| Armah A. Q1 (TD) 5yd run Frignani R. Q1 (pat) Zanni M. Q2 (TD) 1yd run Zanni M. Q3 (TD) 1yd run Armah A. Q4 (TD) 37yd run Zanni M. Q4 (tpc) rush Tartaglia A. Q4 (TD) 9yd pass da Lazzaretti L. Zanni M. Q4 (tpc) rush \| Marcatori \| \| |                    |        |                  |                       |
| |                    |        |                  |                       |
| Armah A. Q1 (TD) 5yd run Frignani R. Q1 (pat) Zanni M. Q2 (TD) 1yd run Zanni M. Q3 (TD) 1yd run Armah A. Q4 (TD) 37yd run Zanni M. Q4 (tpc) rush Tartaglia A. Q4 (TD) 9yd pass da Lazzaretti L. Zanni M. Q4 (tpc) rush                                   | Marcatori          |        |                  |                       |

## Statistiche di squadra
| Competizione | %Vittorie | In casa | In casa | In casa | In casa | In casa | In casa | In trasferta | In trasferta | In trasferta | In trasferta | In trasferta | In trasferta | Totale | Totale | Totale | Totale | Totale | Totale |
| Competizione | %Vittorie | G       | V       | N       | P       | Pf      | Ps      | G            | V            | N            | P            | Pf           | Ps           | G      | V      | N      | P      | Pf     | Ps     |
| ------------ | --------- | ------- | ------- | ------- | ------- | ------- | ------- | ------------ | ------------ | ------------ | ------------ | ------------ | ------------ | ------ | ------ | ------ | ------ | ------ | ------ |
| Campionato   | 1.000     | 4       | 4       | 0       | 0       | 146     | 26      | 4            | 4            | 0            | 0            | 112          | 36           | 8      | 8      | 0      | 0      | 258    | 62     |
| Playoff      | .500      | 1       | 1       | 0       | 0       | 10      | 0       | 1            | 0            | 0            | 1            | 0            | 35           | 2      | 1      | 0      | 1      | 10     | 35     |
| Totale       | .800      | 5       | 5       | 0       | 0       | 156     | 26      | 5            | 4            | 0            | 1            | 112          | 71           | 10     | 8      | 0      | 2      | 268    | 97     |